# Cristianismo ocidental
Cristianismo ocidental é uma das duas subdivisões do cristianismo (o oriental sendo a outra). O cristianismo ocidental é composto pela Igreja Católica e protestantismo, junto com seus desdobramentos como o catolicismo independente e o restauracionismo. A grande maioria dos 2,3 bilhões de cristãos do mundo são cristãos ocidentais (cerca de 2 bilhões - 1,2 bilhões de católicos latinos e 800 milhões de protestantes). O componente original e ainda principal, a Igreja Latina, desenvolvida sob o bispo de Roma no antigo Império Romano Ocidental na Antiguidade. Da Igreja latina emergiu uma ampla variedade de denominações protestantes independentes, incluindo o luteranismo e o anglicanismo, começando com a Reforma Protestante no século XVI, assim como o catolicismo independente no século XIX. Assim, o termo "Cristianismo Ocidental" não descreve uma única comunhão ou denominação religiosa, mas é aplicada para distinguir todas essas denominações coletivamente do cristianismo oriental.
O estabelecimento da distinta Igreja latina, uma igreja particular sui iuris da Igreja Católica, coincidiu com a consolidação da Santa Sé em Roma, que reivindicava o primado desde a Antiguidade. A Igreja latina é distinta das Igrejas Católicas Orientais, também em plena comunhão com o Papa em Roma, e da Igreja Ortodoxa Oriental e das Igrejas Ortodoxas Orientais, que não estão em comunhão com Roma. Essas outras igrejas são parte do cristianismo oriental. Os termos "Ocidental" e "Oriental", a esse respeito, originaram-se de divisões geográficas que refletiam a divisão cultural entre o leste helenístico e o oeste latino, e a divisão política entre os impérios romano ocidental e oriental. Durante a Idade Média, os adeptos da Igreja latina, independentemente da etnia, comumente se referiam a si próprios como "latinos" para se distinguir dos cristãos orientais.
O cristianismo ocidental desempenhou um papel proeminente na formação da civilização ocidental. Com a expansão do colonialismo europeu desde o início da era Moderna, a Igreja Latina, com o tempo junto com suas secessões protestantes, espalhou-se pelas Américas, grande parte das Filipinas, África do Sul, bolsões da África Ocidental e em toda a Austrália e Nova Zelândia. Assim, quando usado para períodos históricos após o século 16, o termo "Cristianismo Ocidental" não se refere a uma área geográfica particular, mas é usado como um termo coletivo para todas elas.
Hoje, a distinção geográfica entre o cristianismo ocidental e oriental não é tão absoluta como na Antiguidade ou na Idade Média, devido à expansão dos missionários cristãos, às migrações e à globalização. Como tal, os adjetivos "Cristianismo Ocidental" e "Cristianismo Oriental" são tipicamente usados para se referir a origens históricas e diferenças na teologia e liturgia, ao invés de localizações geográficas presentes. Enquanto a Igreja latina mantém o uso dos ritos litúrgicos latinos, as denominações protestantes e o catolicismo independente usam uma ampla variedade de práticas litúrgicas.

## História

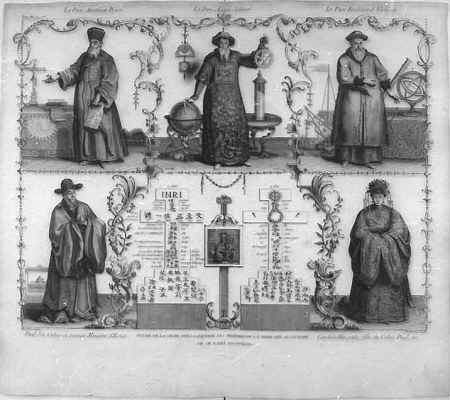
Estudiosos jesuítas na China. Acima: Matteo Ricci, Adam Schaal e Ferdinand Verbiest (1623–1688); Abaixo: Paul Siu (Xu Guangqi), Colao ou Primeiro Ministro de Estado, e sua neta Cândido Hiu.

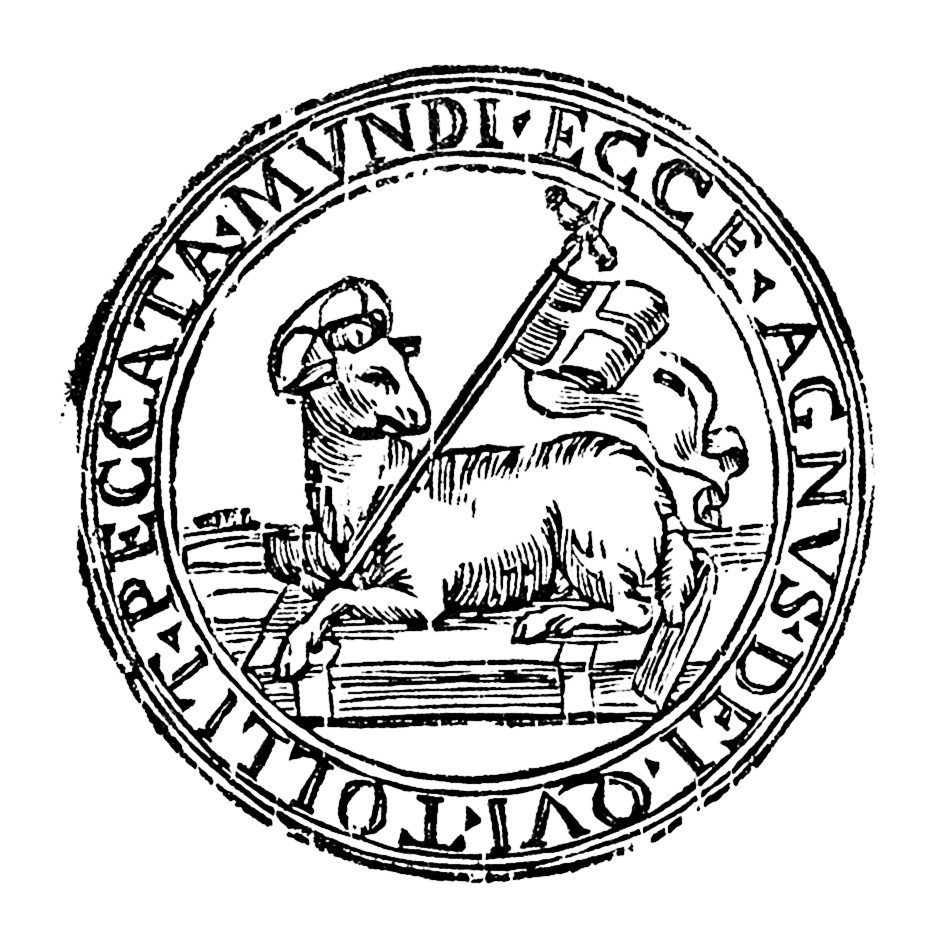
Jesus Jesus representado como o Cordeiro de Deus (Agnus Dei), uma prática comum no Cristianismo Ocidental.

Durante a maior parte de sua história, a igreja na Europa foi culturalmente dividida entre o oeste de língua latina, cujo centro era Roma, e o leste de língua grega, cujo centro era Constantinopla. Diferenças culturais e rivalidades políticas criaram tensões entre as duas igrejas, levando a divergências sobre doutrina e eclesiologia e, por fim, ao cisma.
Como o cristianismo oriental, o cristianismo ocidental tem suas raízes diretamente nos apóstolos e outros pregadores da religião. Na área original do cristianismo ocidental, o latim era a língua principal. Escritores cristãos em latim tiveram mais influência lá do que aqueles que escreveram em grego, siríaco ou outras línguas orientais. Embora os primeiros cristãos no Ocidente usassem o grego (como Clemente de Roma), no século IV o latim o havia substituído até mesmo na cosmopolita cidade de Roma, embora haja evidências de uma tradução latina da Bíblia no século II (ver também Vetus Latina) no sul da Gália e na província romana da África.
Com o declínio do Império Romano, distinções apareceram também na organização, uma vez que os bispos no Ocidente não eram dependentes do Imperador em Constantinopla e não sofreram a influência do Cesaropapismo na Igreja Oriental. Enquanto a sé de Constantinopla tornou-se dominante em todas as terras do imperador, o Ocidente olhou exclusivamente para a sé de Roma, que no Oriente era vista como a de um dos cinco patriarcas da Pentarquia, "o governo proposto da cristandade universal por cinco patriarcais vê sob os auspícios de um único império universal. Formulada na legislação do imperador Justiniano I (527-565), especialmente em sua Novela 131, a teoria recebeu sanção eclesiástica formal no Concílio de Trulo (692), que classificou as cinco sedes como Roma, Constantinopla, Alexandria, Antioquia, e Jerusalém".
Ao longo dos séculos, divergências separaram o Cristianismo Ocidental das várias formas de Cristianismo Oriental: primeiro do Cristianismo Siríaco Oriental após o Concílio de Éfeso (431), então daquele da Ortodoxia Oriental após o Concílio de Calcedônia (451), e então da Ortodoxia Oriental com o Cisma Leste-Oeste de 1054. Com a última forma nomeada de Cristianismo Oriental, acordos de reunião foram assinados no Segundo Concílio de Lião (1274) e no Concílio de Florença (1439), mas estes se mostraram ineficazes.
O historiador Paul Legutko, da Universidade de Stanford, disse que a Igreja Católica está "no centro do desenvolvimento dos valores, ideias, ciência, leis e instituições que constituem o que chamamos de civilização ocidental". A ascensão do protestantismo levou a grandes divisões dentro do cristianismo ocidental, que ainda persistem, e guerras - por exemplo, a guerra anglo-espanhola de 1585-1604 teve causas religiosas e econômicas.
Na Era dos Descobrimentos e depois disso, os europeus espalharam o cristianismo ocidental no Novo Mundo e em outros lugares. O catolicismo romano chegou às Américas (especialmente à América do Sul), África, Ásia, Austrália e Pacífico. O protestantismo, incluindo o anglicanismo, chegou à América do Norte, Austrália-Pacífico e alguns locais africanos.
Hoje, a distinção geográfica entre o Cristianismo Ocidental e Oriental é agora muito menos absoluta, devido às grandes migrações de europeus por todo o globo, bem como ao trabalho de missionários em todo o mundo nos últimos cinco séculos.

## Famílias de igrejas

### Igreja Católica

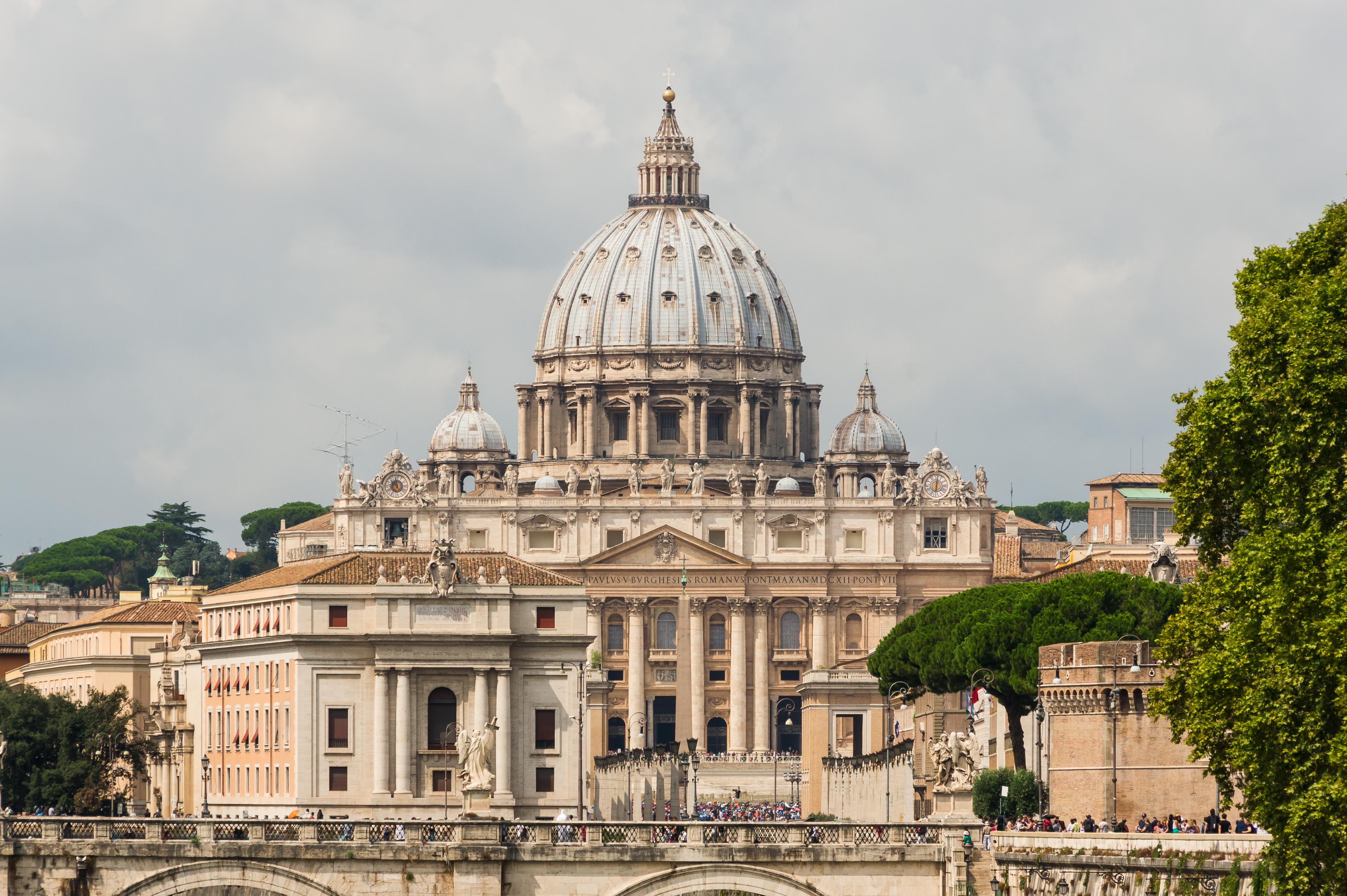
Basílica de São Pedro no Vaticano, a maior igreja do mundo hoje.

A Igreja Católica, também denominada Igreja Católica Romana ou ainda Igreja Católica Apostólica Romana, é a maior igreja cristã do mundo, que em 2020 tinha aproximadamente 1,36 bilhão * de seguidores batizados. Como a maior e mais antiga instituição internacional do mundo em funcionamento contínuo, ela desempenhou um papel proeminente na história e no desenvolvimento da civilização ocidental. A Igreja é chefiada pelo bispo de Roma, conhecido como Papa. Sua administração central é a Santa Sé.
As crenças cristãs do catolicismo são baseadas no Credo Niceno. A Igreja Católica ensina que é a Igreja única, santa, católica e apostólica fundada por Jesus Cristo em sua Grande Comissão, que seus bispos são os sucessores dos apóstolos de Cristo e que o papa é o sucessor de São Pedro, a quem o primado foi conferido por Jesus. Ela afirma que pratica a fé cristã original, reservando a infalibilidade, transmitida pela tradição sagrada. A Igreja Latina, as vinte e três igrejas católicas orientais e institutos, como ordens mendicantes, ordens monásticas fechadas e terceiras ordens, refletem uma variedade de ênfases teológicas e espirituais na Igreja.
Dos sete sacramentos, a Eucaristia é o principal, sendo celebrada liturgicamente na Santa Missa. A Igreja ensina que, através da consagração de um sacerdote, o pão e o vinho sacrificiais se tornam o corpo e o sangue de Cristo. A Virgem Maria é venerada na Igreja Católica como Mãe de Deus e Rainha do Céu, homenageada em dogmas e devoções. Seus ensinamentos incluem a Divina Misericórdia, a santificação pela fé e a pregação do Evangelho, bem como a doutrina social católica, que enfatiza o apoio voluntário aos doentes, pobres e aflitos pelas obras corporais e espirituais de misericórdia. A Igreja Católica é a maior provedora não governamental de educação, saúde e caridade no mundo.

### Protestantismo

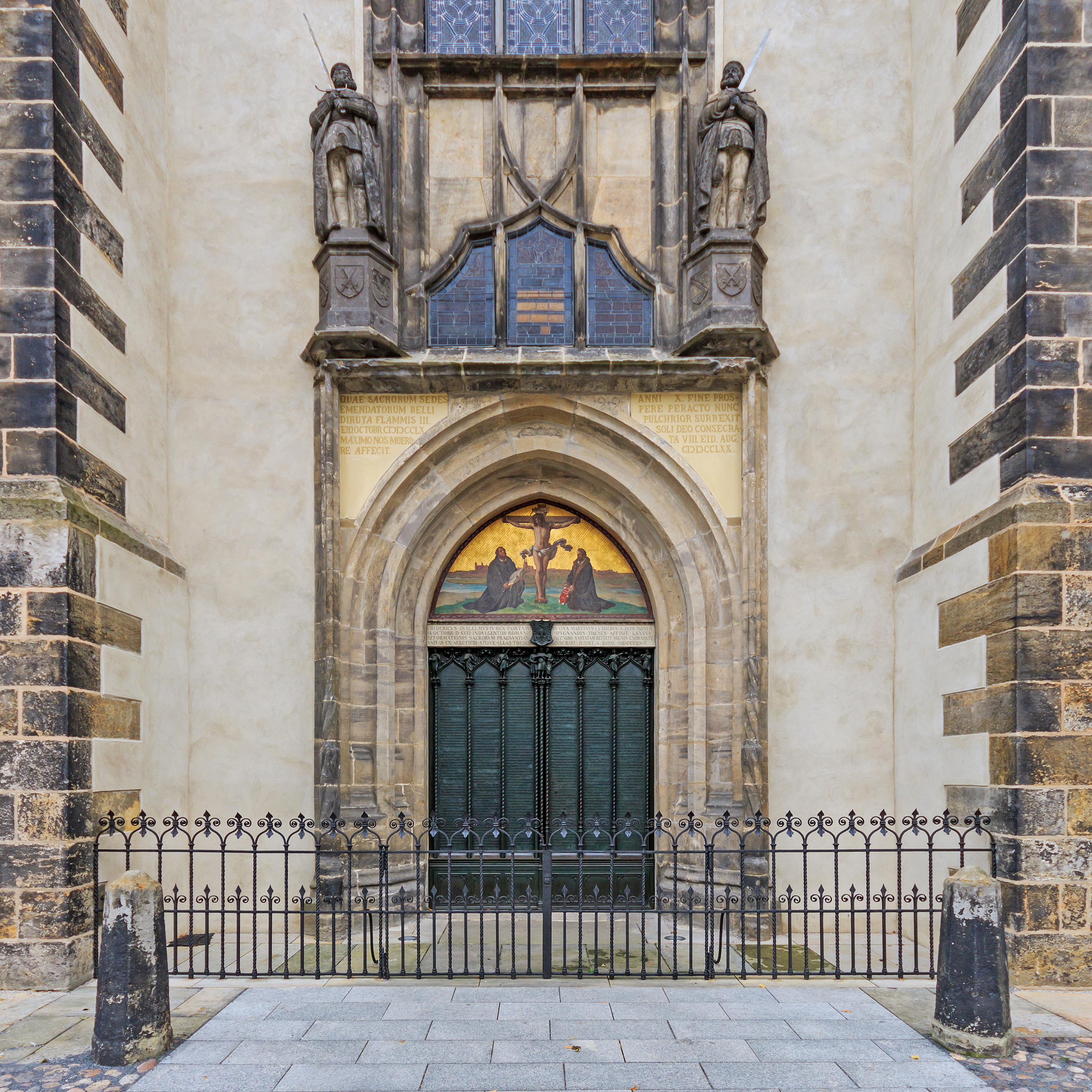
Porta exibindo as 95 teses na Igreja do Castelo de Vitemberga. Segundo a tradição, em 1517 Martinho Lutero pregou suas teses nesta porta, dando início à Reforma Protestante

Principais ramos do protestantismo

Protestantismo é uma forma de cristianismo que se originou com a Reforma Protestante do século XVI, um movimento contra o que seus seguidores consideravam erros da Igreja Católica. Os protestantes rejeitam a doutrina católica romana da supremacia papal e dos sacramentos, mas discordam entre si quanto à presença real de Jesus na Eucaristia e em questões de política eclesiástica e sucessão apostólica. Eles enfatizam o sacerdócio de todos os crentes; a justificação somente pela fé (sola fide) em vez de boas obras; o ensino de que a salvação vem pela graça divina ou "favor imerecido" apenas, não como algo merecido (sola gratia); e afirmar a Bíblia como sendo a única autoridade máxima (sola scriptura ou apenas a escritura), em vez de também com a tradição sagrada. Os cinco solae resumem as diferenças teológicas básicas em oposição à Igreja Católica.
O protestantismo começou na Alemanha em 1517, quando Martinho Lutero publicou suas Noventa e cinco teses como uma reação contra os abusos na venda de indulgências pela Igreja Católica, que pretendia oferecer a remissão da pena temporal de pecados para seus compradores. O termo, entretanto, deriva da carta de protesto dos príncipes luteranos alemães em 1529 contra um édito da Dieta de Speyer condenando os ensinamentos de Martinho Lutero como heréticos. Embora tenha havido rupturas anteriores e tentativas de reformar a Igreja Católica — notadamente por Pedro Valdo, John Wycliffe e Jan Hus —, apenas Lutero conseguiu desencadear um movimento mais amplo, duradouro e moderno. No século XVI, o luteranismo se espalhou da Alemanha para a Dinamarca, Noruega, Suécia, Finlândia, Letônia, Estônia e Islândia. As igrejas calvinistas se espalharam na Alemanha, Hungria, Países Baixos, Escócia, Suíça e França por reformadores protestantes como João Calvino, Huldrych Zwingli e John Knox. A separação política da Igreja da Inglaterra do papa sob o reinado de Henrique VIII deu início ao anglicanismo, trazendo a Inglaterra e o País de Gales para este amplo movimento de reforma.

### Catolicismo independente
Catolicismo independente é um movimento de clérigos e leigos que se identificam como católicos (e algumas vezes católicos independentes) e formam "micro-igrejas que reivindicam a sucessão apostólica e sacramentos válidos",:86 apesar de não serem afiliados às igrejas católicas históricas, como a Igreja Católica Romana ou a Velha Igreja Católica.:6-7 É difícil determinar o número de jurisdições, comunidades, clero e membros que compõem o catolicismo independente, particularmente porque o movimento "está crescendo e mudando a cada momento"; muitas dessas comunidades têm vida curta, muitas vezes mudam de nome ou reformam-se.:7
Alguns parecem escolher o catolicismo independente como uma forma alternativa de viver e expressar sua fé católica fora da Igreja Católica Romana (com cujas estruturas, crenças e práticas o catolicismo independente frequentemente se alinha intimamente), enquanto rejeitam alguns ensinamentos católicos tradicionais.:197-199

### Restauracionismo
Restauracionismo ou Primitivismo Cristão é a postura histórico-teológica presente em algumas denominações religiosas que creem que o cristianismo histórico apostatou em algum ponto de sua existência, sendo necessário restaurar o cristianismo primitivo da era apostólica.
Movimentos primitivistas incluem os hussitas, anabatistas, landmarkistas, valdenses insertos no contexto da Reforma Radical e os puritanos. Outros movimentos como o Adventismo, o Mormonismo, a Ciência Cristã e as Testemunhas de Jeová (oriundas do Movimento dos Estudantes da Bíblia) procuravam restabelecer uma igreja visível e restaurada conforme os princípios bíblicos.